# Игумново (Чеховский район)
Игумново — деревня в Чеховском районе Московской области, в составе муниципального образования сельское поселение Стремиловское (до 28 февраля 2005 года входила в состав Стремиловского сельского округа).

## Население
| 2002 | 2006 | 2010 |
| ---- | ---- | ---- |
| 6    | ↘5   | ↗11  |

## География
Игумново расположено примерно в 12 км на северо-запад от Чехова, на правом берегу реки Лопасни, высота центра деревни над уровнем моря — 165 м.